# Laurence Zitvogel
Laurence Zitvogel (née le 25 décembre 1963 à Suresnes) est une oncologue et immunologiste française.

## Biographie
Oncologue à Villejuif et directrice du Département d'immunologie des tumeurs et immunothérapie à Gustave-Roussy, elle s'intéresse à la flore intestinale, considérée comme un « deuxième cerveau » par les chercheurs actuels,. Elle est également professeure à l'Université Paris-Sud.
Après avoir obtenu son diplôme de médecine à Paris elle soutient sa thèse en immunologie tumorale à l'université de Pittsburgh en 1995. Elle rentre alors en France et entre à l’Institut Gustave-Roussy où elle travaille toujours. À ses débuts en tant que médecin, elle remporte la bourse de la Fondation Marcel-Bleustein-Blanchet pour la vocation.
Elle reçoit le prix INSERM Recherche clinique et thérapeutique en 2007.
Selon Jules Hoffmann, prix Nobel de physiologie ou médecine 2011, Laurence Zitvogel est l'une des « personnalités les plus marquantes de son milieu ».
En octobre 2017, elle reçoit le premier « ESMO (European Society of Medical Oncology) Award for Immuno-Oncology » pour avoir intégré le microbiote intestinal dans la complexité de l'immunothérapie.
En avril 2018, elle reçoit avec son compagnon, Guido Kroemer, le prix Baillet Latour en Belgique pour leurs travaux de recherche sur l'immunosurveillance cancéreuse. 
Le 14 juillet 2018, elle est promue officier de l'ordre national de la Légion d'honneur.

## Travaux
Laurence Zitvogel travaille sur de nouveaux moyens de combattre le cancer par l'immunothérapie. Elle s'intéresse plus particulièrement aux bactéries de la flore intestinale et a découvert avec son équipe que le corps humain réagit moins bien au traitement anticancer lorsqu'il est mêlé à un traitement antibiotique.

## Vie privée
En 2001, elle rencontre Guido Kroemer, biologiste hispano-autrichien avec qui elle travaille et vit.